# Hàjib
Hàjib (àrab: حاجب, ḥājib) fou un càrrec en diversos governs musulmans, que es podria traduir per camarlenc. Inicialment l'hàjib guardava la porta del sobirà i no deixava passar a ningú excepte les visites concertades.
El títol va evolucionar amb funcions diferents segons el lloc: al califat fou un mestre de cerimònies i del 750 fins al començament del segle x va disputar al visir la posició principal, fins que el visir es va imposar durant el segle x. Sota els samànides l'hàjib fou un intendent de palau i un comandant en cap de l'exèrcit, Sota els buwàyhides els hàjibs eren generals. Sota els gaznèvides l'hàjib era un comandant en cap de l'exèrcit (hàjib-i-buzurg) i un general (hàjib). Els seljúcides tenien hàjibs que eren funcionaris militars però no comandants suprems; els governadors provincials tenien els seus propis hàjibs. Sota els Il-kans els hàjibs tornaven a ser camarlencs, tant a la cort reial com a les corts provincials, però la funció corresponia sovint a un militar. Sota els timúrides eren funcionaris de la cort de rang mitjà. Sota els safàvides el càrrec va desaparèixer.
A Còrdova l'hàjib sempre va tenir preeminència sobre el visir. El 978 el secretari de la cort, Ibn Abi-Àmir, va arribar a hàjib i fou conegut pel seu làqab d'Al-Mansur (Almansor) i fou el més destacat de tots els hàjibs. El càrrec va subsistir als regnes de taifes.
A la cort fatimita els hàjibs eren ajudants del camarlenc designat al seu torn com hàjib al-hujjab. Les dinasties d'atabegs tenien hàjibs que exercien funcions militars com el govern d'una fortalesa, o funcions diplomàtiques (ambaixadors). Amb els mamelucs l'hàjib era un camarlenc amb facultats limitades i més tard van agafar àmplies funcions judicials. A Ifríqiya el càrrec no va existir sota els zírides però es va crear sota els hàfsides, com un superintendent de palau, per augmentar les seves atribucions i acabar esdevenint un primer ministre, fins al segle xiv en què va passar a ser un cap de protocol. A Tlemcen era un intendent de palau i ministre de finances. Amb el marínides era un camarlenc i exercia el càrrec un membre de la família reial.